# Казе Фаваро (Тревизо)
Казе Фаваро је насеље у Италији у округу Тревизо, региону Венето.
Према процени из 2011. у насељу је живело 53 становника. Насеље се налази на надморској висини од 50 м.